# Кочетков, Владимир Анатольевич
Владимир Анатольевич Кочетков (род. 5 марта 1965, Субботино, Красноярский край или Красноярский край, Субботино, Красноярский край) — российский военачальник, заместитель командующего войсками Южного военного округа, генерал-лейтенант (2017).

## Биография
Кочетков Владимир Анатольевич родился 5 марта 1965 года в посёлке Субботино Шушенского района Красноярского края. На военной службе в Вооружённых Силах СССР с 1984 года. В 1988 году окончил Новосибирское высшее военно-политическое общевойсковое училище. После окончания училища, для дальнейшего прохождения военной службы направлен в Воздушно-десантные войска СССР.
С 1988 по 1996 год — проходил службу на должностях заместитель командира учебной парашютно-десантной роты по политической части, командир учебной парашютно-десантной роты, начальника штаба — заместитель командира учебного парашютно-десантного батальона, командира учебного парашютно-десантного батальона в 242-м учебной центре ВДВ.
С 1996 по 1999 год — слушатель Общевойсковой военной академии.
С 1999 по 2000 год — заместитель командира учебного парашютно-десантного полка 242-го учебного центра ВДВ.
С 2000 по 2001 год — заместитель командира 51-го гвардейского парашютно-десантного полка 106-й гвардейской воздушно-десантной дивизии (г. Тула).
С 2001 по 2003 год — начальник штаба — заместитель командира 31-й отдельной гвардейской воздушно-десантной бригады (г. Ульяновск).
С 2003 по 2005 год — командир 104-го гвардейского парашютно-десантного полка 76-й гвардейской воздушно-десантной дивизии. В 2004 году руководил действиями батальонной тактической группы полка в Чеченской Республике. Группа впервые была применена в боевых действиях, полностью укомплектованной военнослужащими контрактной службы.
Когда в 2003 году в Чечню впервые направили целиком состоящую из военнослужащих по контракту батальонную тактическую группировку одного из полков
     76-й воздушно-десантной дивизии, и в командовании ВДВ, и в Генеральном штабе имелись опасения, что контрактники подведут, бросив тень на идею профессиональной службы. Ведь одно дело – заниматься боевой учебой под Псковом, и совсем другое – воевать в Чечне. Когда же по возвращении псковских десантников начальник Генштаба поинтересовался, сколько контрактников оставили часть, руководивший этой БТГ полковник Кочетков с удовлетворением доложил, что ни один солдат не покинул расположение части, а батальон успешно выполнил все поставленные ему задачи. Ну а о том, как профи воевали, говорит хотя бы тот факт, что за полгода каждодневного ведения инженерной разведки местности и разведпоисковых действий БТГ не потеряла ни одного человека. Поэтому в плане выяснения боевых возможностей контрактных подразделений «псковский эксперимент», по словам Кочеткова, можно считать удавшимся.
С 2005 по 2007 год — командир 31-й отдельной гвардейской воздушно-десантной бригады.
С 2007 по 2010 год — командир 7-й гвардейской десантно-штурмовой (горной) дивизии г. Новороссийск. Принимал участие в Операции в Кодорском ущелье (2008), командуя батальонными тактическими группами 108-го и 247-го гвардейских десантно-штурмовых полков:
- Первые наши подразделения отправились в Абхазию в начале апреля: расположившись у грузинской границы, батальонная тактическая группа 108-го полка стала общевойсковым резервом командования коллективных сил по поддержанию мира. Утром 8 августа мы получили задачу подготовить к отправке еще три такие же БТГр, а после полудня в 18.30 начали погрузку первой из них на большие десантные корабли для переброски в Абхазию морем. Все расчеты и подготовительные мероприятия были проведены заранее, поэтому первый большой десантный корабль «Цезарь Куников», взяв на борт 150 человек и 20 единиц техники, в 19.00 уже отчалил от берега, освободив причал для более крупного БДК «Саратов», который берет на борт до 450 десантников и более 100 единиц техники. Погрузка на него заняла уже несколько часов.
     Первым в ночь на 11 августа перешел границу и совершил марш к дислоцированному в Грузии нашему миротворческому батальону батальон подполковника Вишнивецкого. Утром по его маршруту пошел батальон подполковника Рыбалко, БТГр 31-й бригады и артиллерия. Ну а после того как Шаманов предъявил противнику ультиматум, батальон Вишнивецкого двинулся на Сенаки. Основные силы, перейдя границу, тоже сразу же идут на Сенаки. Сопротивления с грузинской стороны не было.
Приказом Министра обороны Российской Федерации гвардии полковник Кочетков с 28 декабря 2010 года был назначен временно исполняющим должность командира 106-й гвардейской воздушно-десантной дивизии.
Указом Президента Российской Федерации от 3 декабря 2011 года № 1574 назначен на должность командира 106 гвардейской воздушно-десантной дивизии.
С 2011 по 2013 год — командир 106-й гвардейской воздушно-десантной дивизии (г. Тула).
Указом Президента Российской Федерации от 20.02.2013 г. № 151 «О присвоении воинских званий высших офицеров, специальных званий высшего начальствующего состава и высших специальных званий», Кочеткову Владимиру Анатольевичу присвоено звание «генерал-майор».
9 августа 2013 года в 51-м Гвардейском парашютно-десантном Краснознаменном ордена Суворова полку имени Дмитрия Донского состоялось торжественная церемония вручения Георгиевского знамени новому командиру 106-й гвардейской воздушно-десантной Краснознаменной ордена Кутузова дивизии гвардии полковнику Глушенкову Дмитрию Валерьевичу. Торжественный ритуал в присутствии военнослужащих частей и подразделений дивизии открыл командующий воздушно-десантными войсками России Владимир Анатольевич Шаманов. Он разъяснил, что приказом Министра обороны, прежний командир дивизии генерал-майор Владимир Кочетков зачислен слушателем академии Генерального штаба ВС РФ. Командующий войсками так напутствовал своего подчинённого:
«От имени военного совета хотелось бы сказать слова благодарности генерал-майору Кочеткову за проделанную служебную деятельность во главе 106-й воздушно-десантной дивизии и пожелать ему, чтобы в течение 2-х лет он успешно осваивал военно-политические основы управления государственными структурами и воинскими объединениями. И мы с удовольствием встретим его через два года в наших воздушно-десантных войсках в новом качестве. Спасибо Вам, Владимир Анатольевич, за службу, и доброй Вам дороги».
С 2013 по 2015 год — слушатель факультета национальной безопасности и обороны государства Военной академии Генерального штаба Вооружённых сил Российской Федерации.
С 2015 по 2020 год — заместитель командующего Воздушно-десантными войсками Российской Федерации по воздушно-десантной подготовке.
В 2016 году являлся участником IV Всеармейский соревнования на Кубок министерства обороны России «Командирские старты». Впервые Всеармейские соревнования на Кубок Министерства обороны РФ «Командирские старты» были проведены в 2013 году по инициативе Министра обороны России генерала армии Сергея Шойгу.
На данной должности принимал участи в разработке и принятии на вооружения новых парашютных систем для десантирования личного состава, грузов и техники:
в настоящее время на вооружении Воздушно-десантных войск состоит воздушно-десантная техника для десантирования личного состава, а также техники и грузов. Для десантирования личного состава используются парашютные системы Д-6 серии 4 и Д-10, запасный парашют З-5, парашютные системы специального назначения «Арбалет-1» и «Арбалет-2». Техника и грузы десантируются на парашютных платформах П-7 с многокупольной системой МКС-5-128Р, бесплатформенных парашютных системах ПБС-916 (925) с многокупольной системой МКС-350-9.
На сегодняшний день имеющаяся воздушно-десантная техника полностью соответствует современным требованиям применения десанта. И если аналогичные парашютные системы для десантирования военнослужащих и грузов в армиях зарубежных государств имеются, то парашютных систем для десантирования тяжёлой техники ни у кого, кроме нас, нет.
Указом Президента Российской Федерации от 12 декабря 2017 года «О присвоении воинских званий высших офицеров, специальных званий высшего начальствующего состава и высших специальных званий», Кочеткову Владимиру Анатольевичу присвоено звание «генерал-лейтенант».
С 2020 года — заместитель командующего войсками Западного военного округа.
9 мая 2021 года командовал Парадом Победы в г. Санкт-Петербург в ознаменование 76-й годовщины Победы в Великой Отечественной войне 1941—1945 гг..
На январь 2024 года — заместитель командующего войсками Южного военного округа.
Участник боевых действий во время Второй чеченской войны, Операции в Кодорском ущелье (2008) и Военной операции России в Сирии.
Женат, воспитывает 2-х дочерей.

## Награды
- Орден «За заслуги перед Отечеством» 3 степени[12]
- Орден «За заслуги перед Отечеством» 4 степени с мечами[13][14]
- Орден Александра Невского
- Орден Мужества[13]
- Орден «За военные заслуги»[13]
- Орден Святителя Николая Чудотворца 3 степени[13]
- Юбилейная медаль «70 лет Вооружённых Сил СССР»[13]
- Медаль «За боевые отличия»[13]
- Медаль «За воинскую доблесть» 1 и 2 степеней[13]
- Медаль «За укрепление боевого содружества»[13]
- Медаль «За отличие в военной службе» 1 и 2 степеней[13]
- Медаль «За безупречную службу» 3 степени[13]
- Медаль «Генерал армии Маргелов»[13]
- Медаль «За отличное окончание военного вуза» МО РФ[13]
- Медаль «За возвращение Крыма»[13]
- Медаль За отличие в соревнованиях 2 степени[15]
- Медаль «Участнику военной операции в Сирии»[15]
- Медаль «200 лет МВД России»[13]
- Медаль За ратную доблесть[13]
- Медаль 75 лет Воздушно-десантным войскам[13]
- Медаль 80 лет ВДВ. Никто, кроме нас[13]
- Медаль Участнику боевых действий на Кавказе[13]
- Медаль За службу на Северном Кавказе[13]
- Медаль За верность долгу и Отечеству[13]
- Знак «Ветеран ВДВ России» (Союз десантников России)[13]
- Памятный знак командующего ВДВ «За заслуги»[13]
- Заслуженный военный специалист Российской Федерации[15]